# محوطه‌های پیشاتاریخی دره خرم‌آباد
محوطه‌های پیشاتاریخی دره خرم‌آباد بیست و نهمین اثر فرهنگی و طبیعی ایران است که در فهرست میراث جهانی یونسکو به ثبت رسیده است. مجموعه محوطه‌های پارینه‌سنگی دره خرم‌آباد بیش از ۶۳ هزار سال قدمت دارند و شامل غارها، پناهگاه‌ها و ابزارهای سنگی و نشانه‌های فرهنگ نمادین انسان‌های نخستین در دل زاگرس مرکزی است.

## محوطه‌ها
مجموعه محوطه‌های پیشاتاریخی در دره خرم‌آباد شامل شش مکان باستانی (غارهای یافته، کلدر، قمری، کنجی، گیلوران و پناهگاه سنگی گر ارجنه) با عرصه‌ای بالغ بر ۴۰۰ هکتار و حریمی بیش از ۷ هزار هکتار است. غار کلدر با قدمت ۶۳ هزار سال، قدیمی‌ترین اثر این مجموعه محسوب می‌شود که شواهدی از حضور انسان هوشمند را در خود جای داده است. غار قمری با پیشینه‌ای حدود ۵۰ هزار سال، متعلق به دوران پارینه‌سنگی میانه و محل زندگی نئاندرتال‌ها بوده است. کاوش‌های مشترک باستان‌شناسان ایرانی، آمریکایی و بلژیکی در غار یافته نیز لایه‌های فرهنگی مربوط به پارینه‌سنگی جدید با قدمت ۴۰ هزار سال را آشکار ساخته‌اند. غار کنجی با قدمت ۵۰ هزار ساله نیز از دیگر نقاط شاخص این مجموعه است. پناهگاه صخره‌ای گر ارجنه نیز به دلیل دارا بودن شواهدی از هر دو دوره پارینه‌سنگی میانه و جدید از اهمیت ویژه‌ای برخوردار است.

## ثبت در فهرست میراث جهانی
در ۲۰ تیر ۱۴۰۴ در جریان چهل و هفتمین اجلاس کمیته میراث جهانی یونسکو در پاریس، محوطه‌های پارینه‌سنگی دره خرم‌آباد به عنوان بیست و نهمین اثر جهانی  ایران در فهرست میراث جهانی قرار گرفتند. دو اثر دیگر  قلعه فلک‌افلاک و پل شکسته نیز نامزد ثبت جهانی بودند ولی به دلیل نداشتن شاخص‌های جهانی، در فهرست یونسکو ثبت نشدند.